# ヤングジョブスポット
ヤングジョブスポットとは、大都市繁華街等において、フリーター等若年者が集まり、お互いに職業について話し合ったり職業に関する活動などを行うための場である。2003年（平成15年）より厚生労働省が設置を決定し、独立行政法人雇用・能力開発機構が運営していたが、2008年3月31日に全施設が廃止された。

## 概要
主に就職に関する様々な情報や相談を受け付け、インターネット、新聞・雑誌、初歩的なパソコン講習などを無料で利用できる他、職場見学、企業家などの講演が行われていた。
以前は国内の大都市の繁華街等で運営されていたが、税金の無駄である・非効率であるとして2008年3月31日をもってすべて廃止された。経済産業省の事業であるジョブカフェが代替的な役割を果たしている。

## 設置の流れ
2003年（平成15年）当時、厳しい雇用情勢が続き、フリーターなどの増加が問題となった。そこでフリーターなどの若年者に対して、お互いの職業について話し合い、就職について考え、情報交換を行える場を提供することにより、職業意識を相互に啓発し、自ら職業訓練などを行おうとする動機付けを行い、キャリア・コンサルティングなどを行う必要性が生じた。
そこで厚生労働省は、2003年、「若年者キャリア形成支援事業」を実施することを決定し、その中で、ヤングジョブスポットを雇用・能力開発機構の各都道府県センターが実施することとなった。

## 廃止への動き
- 2006年 - ハローワークの民営化に向けて市場化テストが行われ、ヤングジョブスポットの民営化・廃止が考慮され始める。
- 2006年6月9日 - 日本テレビ系列で放送された太田光の私が総理大臣になったら…秘書田中。でジョブカフェとともにその必要性が否定されたのを契機にして見直しの議論が高まる[要出典]。
- 2006年12月28日 - 内閣府特命担当大臣（規制改革担当）に就任した渡辺喜美の意向により東京と大阪を除き閉鎖が決定。
- 2007年3月 - 東京と大阪を除き次々に閉鎖。
- 2007年12月25日 - 厚生労働委員会において、同様に若者の就業支援を行うジョブカフェで多額の人件費が計上されていたことが問題となり、ヤングジョブスポットについても税金の無駄ではないかという議論がさらに高まる。
- 2008年3月31日 - ヤングジョブスポット東京、ヤングジョブスポットOSAKAが閉鎖され、全てのヤングジョブスポットが廃止となる。

## ヤングジョブスポットの各施設
- ヤングジョブスポット東京　2008年3月31日閉鎖。
- ヤングジョブスポットOSAKA　2008年3月31日閉鎖。
- ヤングジョブスポットさっぽろ　2007年3月8日、閉鎖。
- ヤングジョブスポットせんだい　2007年3月9日、閉鎖。
- ヤングジョブスポット千葉WAIWAI　2007年3月10日閉鎖。
- ヤングジョブスポット埼玉　2007年3月31日、閉鎖。
- ヤングジョブスポットよこはま　2007年3月24日、閉鎖。
- ヤングジョブスポット新潟　2007年3月28日、閉鎖。
- しごとふれあい広場あいち
- ヤングジョブスポットきょうと　2007年3月24日、閉鎖。
- ヤングジョブスポット神戸　2007年3月30日、閉鎖。
- しごとふれあい広場ひろしま　2007年3月30日、閉鎖。
- ヤングジョブスポット天神　2007年3月28日、閉鎖。
- ヤングジョブスポットおきなわ

## ヤングジョブスポット閉鎖後の動き
閉鎖されたヤングジョブスポットの一部の業務については、独立行政法人雇用・能力開発機構各道府県センターのキャリア形成支援コーナーなどで業務を引き継ぐ形となった。例えばヤングジョブスポット新潟の場合、フォーラムスポット、ふれあい事業等は新潟センターのキャリア形成支援コーナーで出前型の事業として実施されている。また、ヤングジョブスポット新潟の跡地には、2007年7月9日に新潟地域若者サポートステーションが開設された。「ヤングジョブスポット新潟」の元スタッフ数名が在籍していることや、一部の業務を新潟地域若者サポートステーションと新潟センターが共催している。